# Serra da Picota
Serra da Picota é o segundo ponto mais alto da Serra de Monchique, e está situada no concelho de Monchique, vila portuguesa no distrito de Faro, região do Algarve. Possui uma altitude de 774 metros.
A serra foi formada no Cretáceo Superior, há cerca de 72 milhões de anos, pouco depois da Serra da Fóia.